# SB 50 Ishøj
SB 50 Ishøj var en dansk fodboldklub hjemmehørende i Ishøj på den københavnske vestegn. Foreningen blev stiftet i 1950. I 2017 lukkede fodboldafdelingen, da den gik sammen med Ishøj Boldklub om at danne Ishøj IF
Klubben har den negative rekord at stå for det største nederlag i dansk fodboldhistorie, da de tabte til BSF med 0-40 i Serie 5 i august 2011.
Klubben hentede på ungdoms niveau  deres største triumf i år 2002, da deres berygtede årgang 91 slog Brøndby IF med 2-1 i SBUs pokalfinale foran 500 tilskuere på Ishøj Stadion[kilde mangler]